# Big room house
Big room house – podgatunek muzyki electro house, uważany za połączenie hard dance i electro techno i obecnie stanowiący najpopularniejszą formę elektronicznej muzyki tanecznej.

## Charakterystyka
Typowy utwór big room house charakteryzuje się tempem od 126 do 132 BPM, długimi build upami (wejścia do szczytowego momentu [drop] danego utworu), metrum 4/4, minimalnymi elementami muzycznymi, minimalistyczną perkusją, regularnymi rytmami, sub-basowymi rzutami, żywiołowymi i elektrycznymi syntezatorami.

## Historia
Bigroom powstał na początku 2010 roku, a zyskał na popularności w połowie tego samego roku, kiedy to artyści tacy jak Hardwell, Nicky Romero i Martin Garrix zaczęli wprowadzać go w swój muzyczny styl i grać dane utwory na festiwalach takich jak np. Tomorrowland.
Członkowie Swedish House Mafia - Steve Angello, Axwell i Sebastian Ingrosso są uznawani za pionierów Big roomu, a najpopularniejszy utwór Martina Garrixa "Animals" uważany jest za jeden z najbardziej znaczących utworów tego gatunku.

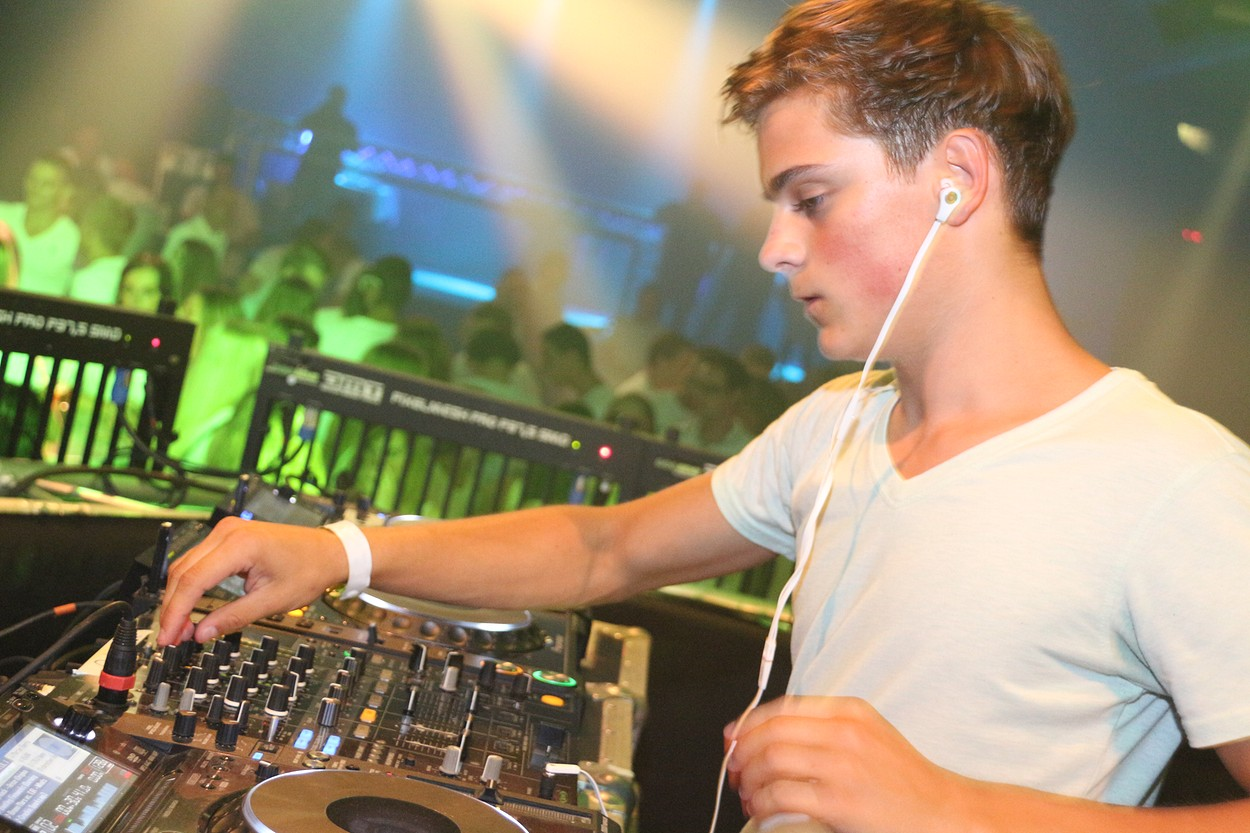
Martin Garrix − jeden z najbardziej rozpoznawalnych DJ-ów muzyki Bigroom, zyskał rozgłos dzięki swojemu utworowi pt. "Animals"

## Krytyka
Big room house został skrytykowany przez kilku muzyków za "stereotypowe brzmienie EDM pozbawione oryginalności i kreatywności" oraz że jest jednorodny i pozbawiony oryginalności, różnorodności i wartości artystycznych. SFX Entertainment określiło bigroom, jako "strawną tanią muzykę taneczną", nazwał również gatunek "Apokalipsą EDM".
W połowie 2013 roku szwedzki duet Daleri zamieściłna Soundcloud mix  "Epic mashleg", składający się wyłącznie z dropów 15 utworów big roomu, będących na listach Beatport w tym czasie (w tym artystów takich jak Dimitri Vegas & Like Mike, Hardwell, i W&W). Intencją mashupu było służyć jako komentarz do gatunku big room i braku rozróżnienia między utworami.

## Lista artystów
Źródło:
- 3LAU
- Above & Beyond
- Afrojack
- Alesso
- Alpharock
- Steve Angello
- Arty
- Audien
- Avicii
- Axwell
- Axwell & Ingrosso
- Bassjackers
- Blasterjaxx
- Borgeous
- Breathe Carolina
- Armin van Buuren
- Carnage
- Cash Cash
- The Chainsmokers
- Cid
- Dannic
- Dimitri Vegas & Like Mike
- Dirty South
- Sander van Doorn
- DubVision
- DVBBS
- Dzeko & Torres
- Feenixpawl
- Firebeatz
- Galantis
- Martin Garrix
- Jay Hardway
- Hardwell
- Headhunterz
- Calvin Harris
- Sebastian Ingrosso
- Julian Jordan
- Kshmr
- KURA
- Mako
- Matisse & Sadko
- MOTi
- Ummet Ozcan
- Quintino
- R3hab
- Andrew Rayel
- Nicky Romero
- Showtek
- Sick Individuals
- Super8 & Tab
- Stadiumx
- Swedish House Mafia
- Tom Swoon
- Third Party
- Tiësto
- Tritonal
- Twoloud
- Vicetone
- W&W